# Костюковський Яків Аронович
Костюковський Яків Аронович (23 серпня 1921, Золотоноша, Черкаська область — 11 квітня 2011, Москва, Росія) — радянський драматург, сценарист художніх та мультиплікаційних фільмів, співавтор текстів пісень. Кавалер Ордена Пошани (2002)

## Родовід
За словами самого Костюковського, його дід був родом із села Гельмязів, а бабуся (до шлюбу Стахова) — із Коробівки. Бабуся наприкінці 19 століття виїхала з Гельмязева у Золотоношу, де познайомилася з дідом. У Золотоноші народився батько Якова Ароновича. Його мати теж була із Золотоноші. Оскільки батько став військовим, сім'я часто переїжджала — після Черкащини родина мешкала в Харкові та Москві.

## Біографія
Перші 7 років життя прожив у Золотоноші.
Навчався на філологічному факультеті МІФЛІ (1939—1941).
Співавтор сценаріїв кінофільмів: «Операція «И» та інші пригоди Шурика» (1963), «Кавказька полонянка, або нові пригоди Шурика» (1965), «Діамантова рука» (всі — спільно з письменником Морісом Слободським), українських фільмів «Рівно 20 з гаком» (1968, у співавт.; реж. Ю. Суярко), «Ні пуху, ні пера» (1974).
Написав текст пісень до кінокартин: «Штепсель одружує Тарапуньку» (1957), «Їхали ми, їхали...» (1964), «Легке життя» (1964).
Був членом Спілки письменників Росії.